# Doctor Niebla
Aventuras del Doctor Niebla fue una serie de novelas populares escrita por Rafael González (con el seudónimo de Douglas L. Templewood) para la editorial Bruguera hacia 1946 o 1947, que un año después adaptaron él mismo y el dibujante Francisco Hidalgo a historieta.

## Trayectoria editorial
La primera historieta de "Doctor Niebla" apareció en el número 17 de la revista "El Campeón" (noviembre de 1948).
El resto de sus historietas, con guion de Silver Kane y Víctor Mora aparecieron en "Super Pulgarcito" (núm. 1 a 31, salvo 22, 25 y 26), presumiblemente con un orden diferente a aquel en que fueron creadas, según Antonio Martín.
| Revista                 | Fecha   | Título                           | Sinopsis | Guionista   |
| ----------------------- | ------- | -------------------------------- | -------- | ----------- |
| El Campeón nº 17        | 11/1948 | La vuelta de Jack el destripador |          |             |
| Super Pulgarcito nº 1   | 04/1949 | El asesino fantasma              |          |             |
| Super Pulgarcito" nº 2  |         | El templo de los siete espíritus |          |             |
| Super Pulgarcito nº 3   |         | Cinco cráneos                    |          |             |
| Super Pulgarcito nº 4   |         | La torre de la muerte            |          |             |
| Super Pulgarcito nº 5   |         | Doctor Niebla                    |          | Víctor Mora |
| Super Pulgarcito nº 6   |         | La muerte en Londres             |          |             |
| Super Pulgarcito nº 7   |         | Doctor Niebla                    |          |             |
| Super Pulgarcito nº 8   |         | Doctor Niebla                    |          |             |
| Super Pulgarcito nº 10  |         | La ley esperó 10 años            |          |             |
| Super Pulgarcito nº 11  |         | La muerte llamará a las 12       |          |             |
| Super Pulgarcito nº 12  |         | La hora del destino              |          | Víctor Mora |
| Super Pulgarcito nº 15  |         | La casa de las brumas            |          | Víctor Mora |
| Super Pulgarcito nº 14  |         | Testamento en Sing-Sing          |          |             |
| Super Pulgarcito nº 16  |         | Heliotropo para una dama         |          |             |
| Super Pulgarcito nº 17  |         | Cita en París                    |          |             |
| Super Pulgarcito nº 18  |         | La tumba del Dr. Niebla          |          |             |
| Super Pulgarcito nº 19  |         | El Dr. Moritz visita todo el día |          |             |
| Super Pulgarcito nº 20  |         | El tesoro                        |          |             |
| Super Pulgarcito nº 21  |         | El hombre del Cairo              |          |             |
| Super Pulgarcito nº 24  |         | La trampa                        |          |             |
| Super Pulgarcito nº 27  |         | Doctor Niebla                    |          | Víctor Mora |
| Super Pulgarcito nº 28  |         | Pruebas decisivas                |          |             |
| Super Pulgarcito nº 29  |         | Doctor Niebla                    |          |             |
| Super Pulgarcito nº 30  |         | La muerte del Dr. Niebla         |          | Víctor Mora |
| Super Pulgarcito nº 31  |         | Doctor Niebla                    |          |             |
| Super Pulgarcito nº 32  |         | Fin de semana en Marsella        |          |             |
| Almanaque de Pulgarcito | 1953    | ¡Feliz año nuevo!                |          |             |

## Valoración
En origen, el personaje era un remedo de "La Sombra" de Walter B. Gibson.
Andrés Martín elogió, ya en 1973, la agilidad e imaginación de sus autores, capaces de narrar historias tan complejas en sólo tres páginas.